# Gabriel Heinze
Gabriel Iván Heinze (født 19. april 1978 i Crespo, Entre Ríos Province, Argentina) er en argentinsk tidligere fodboldspiller forsvarer, og senere træner. I sin aktive karriere spillede han blandt andet for Newell's Old Boys i sit hjemland, franske Paris Saint-Germain, Manchester United i England samt spanske Real Madrid.
Heinze nåede desuden 72 kampe og tre scoringer for Argentinas landshold, som han repræsenterede ved både VM i 2006 og VM i 2010.